# マキタ
株式会社マキタ（英: Makita Corporation）は、愛知県安城市に本社を置く日本の大手総合電動工具メーカーである。

## 特色

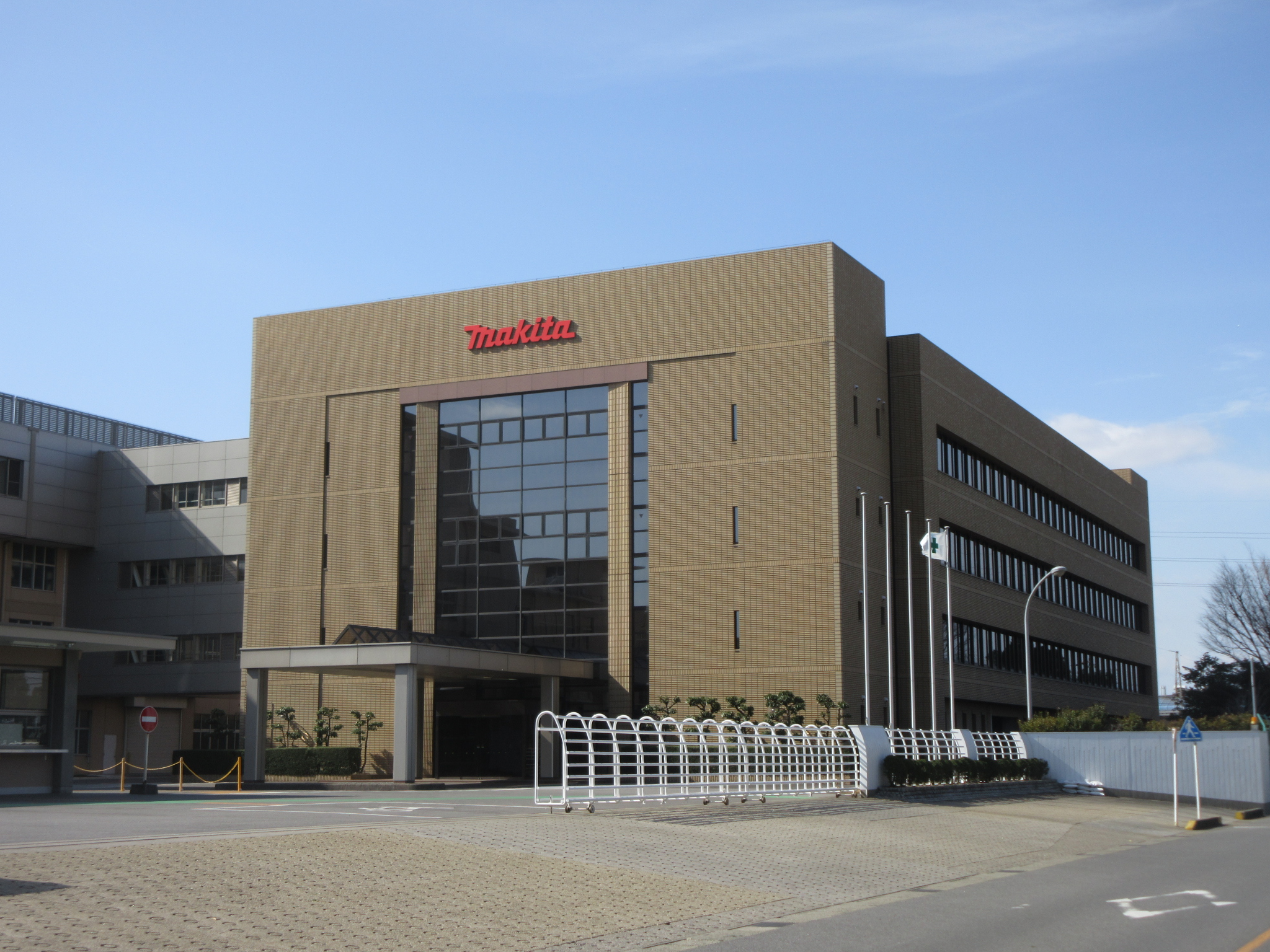
岡崎工場（愛知県岡崎市合歓木町）

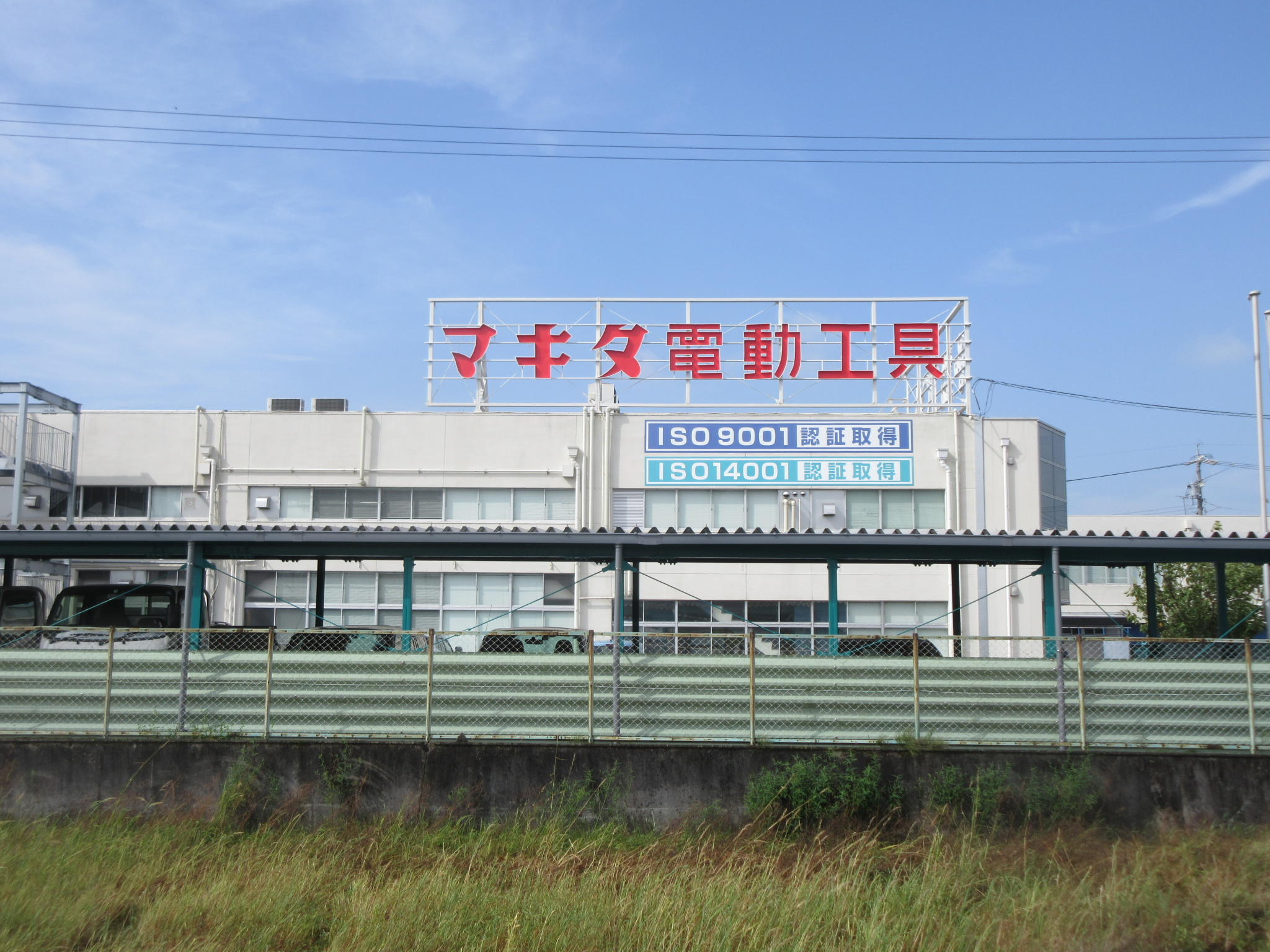
関連会社の株式会社トーアの本社（愛知県岡崎市島坂町）

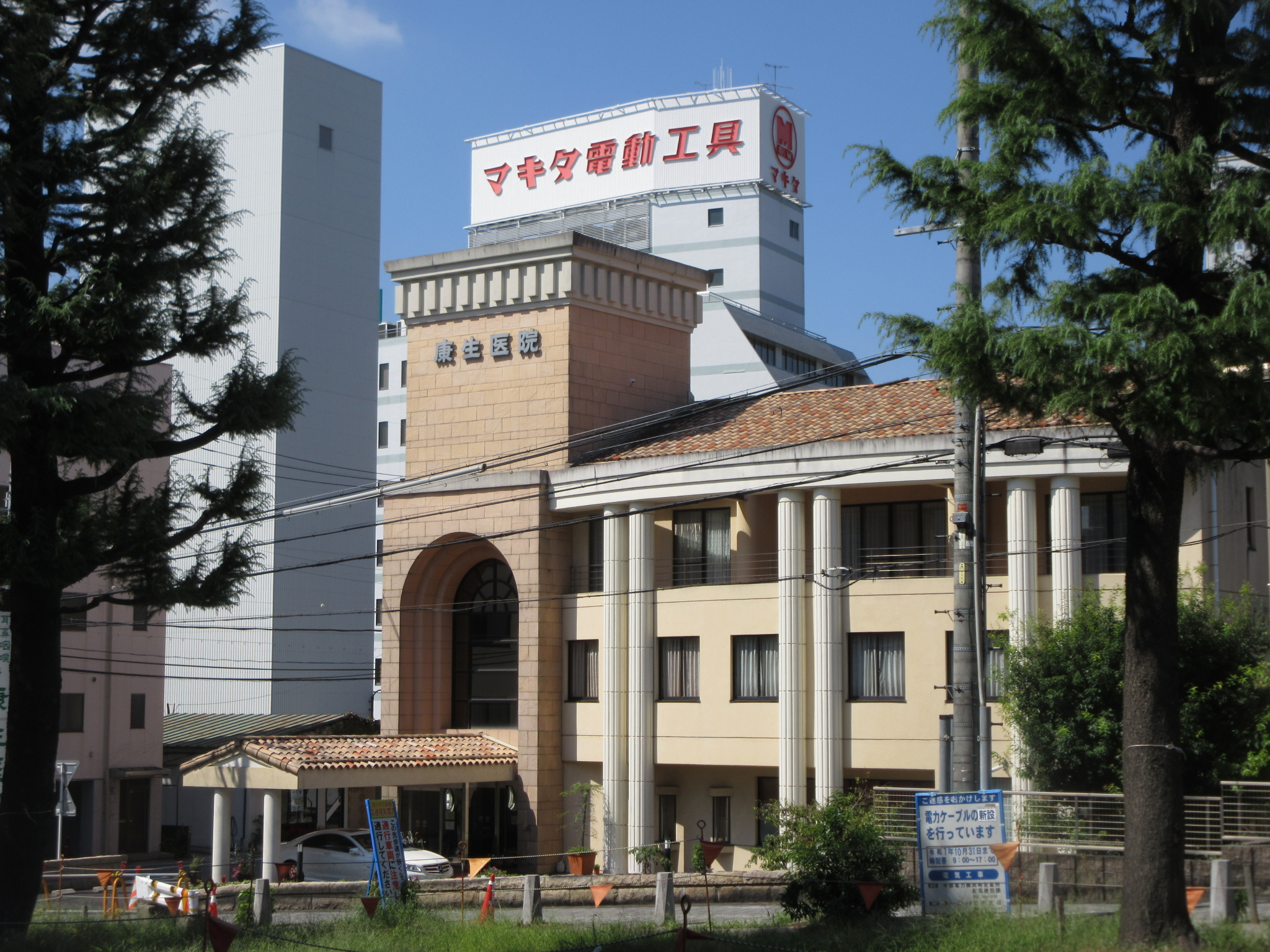
マキタ元会長の後藤十次郎が1930年（昭和5年）11月に創立した牧田電機製作所岡崎支店は、1937年（昭和12年）11月に愛知県岡崎市康生町（現在の康生通南）に新工場を移転した。現在その名残として、同市康生通南にマキタの看板が建てられている。

電動工具の国内最大手であり日本国内シェアは約60％を占める。また1970年代から日本国外での製造販売に力を入れており、売上高の82.8%（2014年3月期）が日本国外のものである。そのブランドは世界中に知られており世界の電動工具市場シェアは約25%を占めブラック・アンド・デッカーに続く世界2位のシェアを誇るなど電動工具の世界的企業である。1970年代から日本国外の証券取引所に株式（預託証券）を上場している。日本国内では愛知県岡崎市に主力工場がある。
日本全国に19ヵ所の支店と127ヵ所の営業所、世界50カ国以上に直営の営業拠点を有し、顧客に密着した営業活動・修理などのアフターサービスを得意とする。世界中どこでも3日で修理する「修理3日体制」を信条としている。
本社近くの八千代病院の新築移転問題が浮上した際に、第3工場跡地を提供するなど、地域貢献にも熱心である。
財務体質が非常に良好であり、自己資本比率は84%（2014年3月期）と高い。また企業の本業による利益を売上高で割った値である営業利益率も10年以上にわたって10％以上を記録し続けており（2014年3月期では14.3％）高収益体質企業でもある。（製造業における2013年度平均営業利益率は2.8％）設立以来、一貫して黒字経営を続けており従業員の解雇などのリストラをほとんど行ったことがない。実質無借金経営でありいわゆる名古屋式経営と呼ばれる経営体制を維持し続けている。この財務体質が評価され、2014年1月から公表されたJPX日経インデックス400にも採用されている。
2013年4月には子会社のマキタ沼津を吸収合併。これによりマキタ沼津が製造・販売していた農業機械や防災機器（いずれも「ラビット」ブランド。ただし消防ポンプを含む防災機器事業は2013年4月以降IHIシバウラへ譲渡したが防災機器としての「ラビット」ブランドは2015年3月を以って廃止した）も取り扱うようになった。
2013年9月には経営再建中のシャープとの間で業務・資本提携を締結し約100億円を出資した。業務提携の内容は「電動工具・家庭用機器・OPE（Outdoor Power Equipment） 分野等における、マキタ製品のラインナップの拡充を企図した共同開発、シャープからの 商品供給」、「両社の保有する販売及びアフターサービス網・調達網といったバリュー チェーンの相互活用」などである。

## 批判
マキタは、ウクライナとの紛争中に国際的な撤退要請にもかかわらずロシアでの事業を継続したことに対して批判を受けた。批評家たちは、事業の継続がロシアを経済的に孤立させる努力を損ない、戦争中のロシア経済を間接的に支援したと主張。マキタのローカルディストリビューターとの積極的なパートナーシップや、ロシアでの販売網拡大への取り組みはさらに批判を招いた。
マキタはこれらの懸念に対し公にコメントすることも、この地域での事業活動を変更する計画を発表することもなかった。

## 沿革
- 1915年（大正4年）3月 - 牧田茂三郎がモーターの販売修理を業とする個人商店「牧田電機製作所」として名古屋にて創業。
- 1935年（昭和10年）9月 - ソ連へ発電機・モータを初輸出。
- 1938年（昭和13年）12月 - 法人化して株式会社牧田電機製作所となる。
- 1945年（昭和20年）4月 - 工場疎開を兼ねて安城市住吉町の現在地に移転。
- 1955年（昭和30年）4月 - 後藤十次郎が社長に就任。
- 1958年（昭和33年）1月 - 日本で初めて電気カンナを製造し、翌年1959年（昭和34年）にモーターの販売修理から電動工具の製造販売へと進出した。
- 1959年（昭和34年）11月 - オーストラリアに小型電気カンナ 1300を出荷し、電動工具の輸出開始。
- 1960年（昭和35年）7月 - 本社新工場完成。
- 1962年（昭和37年）

5月 - 株式会社マキタ電機製作所に社名変更。
8月 - 名古屋証券取引所2部に上場。
- 1963年（昭和38年）3月 - 完全無借金会社となる。
- 1965年（昭和40年）3月 - 創業50周年を迎える。
- 1968年（昭和43年）8月 - 東京証券取引所、大阪証券取引所各2部に上場。
- 1969年（昭和44年）4月 - 充電式工具第1号の電池ドリル 6500Dを発売。
- 1970年（昭和45年）

7月 - 東京証券取引所、大阪証券取引所、名古屋証券取引所各1部へ指定替え。
7月 - 初の海外現地法人となるマキタU.S.A.Inc.（米国）を設立。
7月 - 愛知県岡崎市に岡崎工場を建設。
- 1971年（昭和46年）9月 - 欧州初の現地法人となる、マキタ・フランスS.A.（フランス）を設立（2004年4月からマキタ・フランス SASに社名変更）。
- 1972年（昭和47年）12月 - イギリスにマキタ・エレクトリック（U.K.）Ltd.を設立（1992年12月からマキタ《U.K.》Ltd.に社名変更）。
- 1973年（昭和48年）

4月 - 後藤十次郎が会長に、後藤修宏が社長にそれぞれ就任。
5月 - オーストラリアにマキタ・オーストラリアPty.Ltd.を設立。
6月 - アムステルダム証券取引所に大陸預託証券（CDR）形式により株式上場（2004年2月 同取引所の上場を廃止）。
11月 -カナダに マキタ・パワー・ツールズ・カナダLtd.を設立（1991年1月からマキタ・カナダInc.に社名変更）。
- 1974年（昭和49年）

5月 -オランダに マキタ・ベネルックスB.V.を設立（2010年1月からマキタ・ネーデルラントB.V.に社名変更）。
6月 - イタリアにマキタS.p.A.を設立
- 1976年（昭和51年）3月 - 大陸預託証券（CDR）形式により、海外から初の資金調達を実施した。
- 1977年（昭和52年）

2月 - ADR （米国預託証券）発行に伴いNASDAQ（全米証券業会自動表示システム）にて取引開始（2013年4月 同取引所の上場を廃止）。
2月 -ベルギーにマキタN.V.を設立。
- 1977年（昭和52年）4月 -ドイツに マキタ・ヴェルクツォイクG.m.b.H.を設立。
- 1978年（昭和53年）12月 - 初のニッカド電池駆動の充電式ドリル6010Dを発売した。
- 1981年（昭和56年）

2月 - 初のエア工具、エア釘打 AN5000、エアコンプレッサ AC6001を発売。
6月 - ブラジルにマキタ・ド・ブラジルLtda.を設立し、南米で電動工具の生産を開始した。
9月 - オーストリアにマキタ・ヴェルクツォイクGesellschaft.m.b.H.を設立。
- 1982年（昭和57年）2月 - ルクセンブルク証券取引所に上場。
- 1983年（昭和58年）4月 -シンガポールに マキタ・パワー・ツールズ・シンガポールPte.Ltd.を設立（1991年4月からマキタ・シンガポールPte.Ltd.に社名変更）。
- 1983年（昭和58年）9月 - 後藤修宏社長が急逝し、加藤武が社長に就任。
- 1984年（昭和59年）9月 - アメリカにマキタ・コーポレーション・オブ・アメリカを設立。
- 1985年（昭和60年）

3月 - 創業70周年を迎える。
11月 -アメリカでの電動工具の生産を開始した。
- 1986年（昭和61年）7月 - 城山開発株式会社を設立（2005年5月に民事再生法手続の完了に伴い、東京建物株式会社へ経営権を譲渡）。
- 1987年（昭和62年）3月 - 日米半導体摩擦で電動工具が報復的課税対象品目となる。
- 1988年（昭和63年）5月 - 台湾にマキタ･タイワンLtd.を設立。
- 1989年（平成元年）

4月 - スペインにマキタ・エスパーニャS.A.を設立（1991年11月からマキタS.A.に社名変更）。
5月 - 決算期を2月20日から3月31日に変更。また同時期に会長に加藤武、社長に後藤昌彦が就任。
7月 - 名古屋市で開催された世界デザイン博覧会で工業デザイナー ジョルジェット・ジウジアーロがデザインした電動工具3機種（マルノコ、グラインダ、ドリル）を紹介。
12月 - 欧州における生産子会社となるマキタ・マニュファクチュアリング・ヨーロッパLtd.をイギリスに設立。
- 1991年（平成3年）

1月 - ドイツのチェーンソーメーカー、ザックス・ドルマーG.m.b.H.を買収（1991年9月からドルマーG.m.b.H.に社名変更）。
4月 - 株式会社マキタに社名変更。イタリアの工業デザイナーのジョルジェット・ジウジアーロが新しいロゴマークをデザイン。
- 1998年（平成10年）6月 - ルクセンブルク証券取引所の上場廃止。
- 2003年（平成15年） - 大阪証券取引所上場廃止。
- 2006年（平成18年）1月 - 兼松日産農林（現在の兼松サステック）株式会社より自動釘打機事業を譲受。
- 2007年（平成19年）5月 - 富士ロビン（のちのマキタ沼津、「ラビット」ブランド）子会社化。
- 2008年（平成20年）

2月 - マキタ・ブルガリアEOOD（ブルガリア）設立。
4月 - マキタ・インディアPvt.Ltd.（インド）設立。
6月 - マキタ・コロンビアS.A.（コロンビア）設立（2017年9月からマキタコロンビア S.A.Sに社名変更）。
12月 - マキタ・アフリカs.a.r.l.a.u.（モロッコ）設立。
- 2009年（平成21年）

10月  - 東京技術開発センター開設。
11月 - マキタ・ベトナムCo.,Ltd.（ベトナム）設立。
- 2011年（平成23年）

3月 - マキタ・マニュファクチュアリング・タイCo.,Ltd.（タイ）設立。
8月 - マキタd.o.o.（スロベニア）設立。
10月 - 日進事業所内にOPE開発・試験センター開設。
- 2012年（平成24年）7月 - タイにおいて電動工具の生産開始。
- 2013年（平成25年）

4月1日 - 子会社の株式会社マキタ沼津を吸収合併。これに伴いラビットブランドの消防・防災機器部門をIHIシバウラ（現在のIHIアグリテック）へ譲渡。現在、IHIシバウラ（現在のIHIアグリテック）の消防・防災機器部門は分離独立し、シバウラ防災製作所として事業継続している。（2015年（平成27年）3月まで使用）。
5月14日 - シャープとの業務提携に関する基本合意締結。
- 2014年（平成26年） - マキタ・カザフスタンLLP（カザフスタン）設立。
- 2015年（平成27年）3月 - 創業100周年。その記念としてゴールドカラーシリーズを発売。
- 2017年（平成29年）6月 - 社長に後藤宗利が就任。
- 2019年（平成31年）3月 - 尼寺空圧工業株式会社を完全子会社化[8]。
- 2021年（令和3年）6月 - 子会社の尼寺空圧工業株式会社を吸収合併[9]。

## CMキャラクター

### 現在
- 八村塁（40VMAX&TV100：2019年9月・10月）（カタログ：2019年10月～）

### 過去
- 草刈正雄（充電式草刈機：2013年7月）

## スポンサー番組

### 現在
- 世界の村で発見!こんなところに日本人（朝日放送テレビ（ABC）制作・テレビ朝日系）

### 過去
- テレビ朝日火曜9時枠の連続ドラマ（テレビ朝日系）
- 新婚さんいらっしゃい!（朝日放送テレビ（ABC）制作・テレビ朝日系）
- 月曜ゴールデン（TBS系）